# Петър Клисаров
Петър Клисаров е български политик и политолог, председател на партия Пряка демокрация. Автор e на книгите „Игрите на властта” (2012), „Пряката демокрация – ключът за Реформа” (2013), „Огледало на Протестите 2013 – 2014” и др.“

## Биография
Петър Клисаров е роден през 1968 г. в София, Народна република България. От 1990 до 2007 г. живее в Торонто, Канада. От 1991 до 2007 г. изгражда собствени бизнеси в редица сфери. От 2001 до 2005 г. e представител за България на AECL (Канадска държавна корпорация за ядрена енергетика). Основен участник в размразяването на проекта за  построяването на АЕЦ „Белене“. Основател е на партия „Реформа“ през 2005 г., преименувана на „Пряка демокрация“ през 2014 г.
На местните избори през 2023 г. е кандидат за кмет на София, издигнат от партия „Пряка демокрация“.